# امیرخان صبری
امیرخان صبری (زاده: ۱۳۳۸، ولایت خوست) سیاست‌مدار افغانستانی و نماینده مردم خوست در دوره پانزدهم مجلس نمایندگان افغانستان است.

## زندگی‌نامه
امیرخان صبری متولد ۱۳۳۸ از ولایت خوست افغانستان است. وی دارای تحصیلات تا مقطع متوسط/راهنمایی است.

## دیگر فعالیت‌ها
- تجارت[۱]